# Sin miedo a la verdad
Sin miedo a la verdad es una serie de televisión de antología mexicana producida por Rubén Galindo para Televisa. Se estrenó el 8 de octubre de 2018 en Las Estrellas. Está protagonizada por Álex Perea y la primera actriz Dacia González como los personajes titulares.
El 4 de noviembre de 2018, Televisa renovó la serie para una segunda temporada que se estrenó el 8 de julio de 2019 y constó de 20 episodios.

## Sinopsis

### Primera temporada:Ya no estás solo
Manu (Álex Perea) es un héroe cibernético que tiene un Vlog, el cual utilizada de manera anónima bajo el seudónimo de «Gus»; con esta identidad anónima, el protege a todos los que han sido víctimas alguna injusticia. En cada episodio con sus habilidades resuelve casos diferentes relacionados con diversos problemas como el acoso, cyberbullying, sexting, corrupción, impunidad, tráfico de órganos, narcomenudeo en línea, retos suicidas, trata de personas  y robos de bebés. Gracias a su mentora doña Cata (Dacia González), él ha logrado reponerse de su terrible pasado, y a medida que se va resolviendo cada caso, también se irá descubriendo todo sobre su terrible pasado del cual ha logrado sobrevivir.

### Segunda temporada:Despierta
Después de estar en coma durante tres meses y descubrir que su hermana Estéfani (Ana Cristina Rubio) es «El Chaka» y está viva, Manu se despierta y se da cuenta de que tiene una bala en la cabeza, trata de recuperarse cuando se entera de que Bere (Tania Niebla) lo dejó y su vlog Sin miedo a la verdad ha sido pirateado por alguien que cobra a cambio de ayudar a la gente. Manu tendrá que huir de un Horacio (Fermín Martínez) cada vez más poderoso, buscar a su hermana, encontrar la verdad detrás de la desaparición de Bere y descubrir el secreto que esconde Lety, quien continuará tratando de recuperar su amor. Doña Cata, como siempre, seguirá siendo su aliada incondicional, junto con Chicho (Víctor Civeira) y Genaro (Rubén Cerda).

## Reparto
| Álex Perea            | Manuel Montero «Manu / Gus»                       | Principal  | Principal  | Principal  |
| Dacia González        | Catalina Gómez Juárez «Doña Cata»                 | Principal  | Principal  | Principal  |
| Tania Niebla          | Berenice Hidalgo «Bere»                           | Principal  | Principal  | Principal  |
| Ligia Uriarte         | Leticia Murillo «Lety» / Mariana Urquiza «Marián» | Principal  | Principal  | Principal  |
| Fermín Martínez       | Horacio Escamilla                                 | Principal  | Principal  | Principal  |
| Israel Islas          | Isidro Escamilla                                  | Principal  |            |            |
| Paola Miguel          | María José «Maríjosé» Hidalgo                     | Principal  | Invitada   |            |
| Arturo Nahum          | Alberto Gómez «Pila»                              | Principal  |            |            |
| Carlos Barragán       | Cuauhtémoc Sánchez «El Bolillo»                   | Principal  |            |            |
| Ana Cristina Rubio    | Estefani Montero «El Chaka»                       | Recurrente | Principal  | Recurrente |
| Catalina López        | Amanda                                            | Principal  |            |            |
| Víctor Civeira        | Chicho                                            | Principal  | Principal  |            |
| Eugenio Montessoro    | Alfredo Alonso                                    | Principal  |            |            |
| Rubén Cerda           | Genaro Vargas                                     | Recurrente | Principal  | Recurrente |
| Jackie Sauza          | Agente Andrea Loera                               |            | Principal  | Principal  |
| Paco de la Fuente     | Francisco «Paco» Zavala                           |            | Principal  | Principal  |
| Anna Ciocchetti       | General Lucrecia Mora "La Brigadier"              |            | Invitada   | Principal  |
| Jorge Navarro Sánchez | Ángel Armando Soto                                | Recurrente | Recurrente | Principal  |
| Iván Bronstein        | General Ignacio Abascal                           |            | Recurrente | Principal  |
| Gerardo Bosco         | Adrián                                            |            | Recurrente | Principal  |
| Gabriel Ronquillo     | Edgar                                             |            | Recurrente | Principal  |
| Ricardo Franco        | Teniente Nico                                     |            | Recurrente | Principal  |
| Eduardo Yáñez         | Presidente Emiliano Lozada                        |            | Invitado   | Principal  |

## Episodios
| Temporada | Temporada | Episodios | Episodios | Emisión original     | Emisión original       |
| Temporada | Temporada | Episodios | Episodios | Primera emisión      | Última emisión         |
| --------- | --------- | --------- | --------- | -------------------- | ---------------------- |
|           | 1         | 21        | 21        | 8 de octubre de 2018 | 4 de noviembre de 2018 |
|           | 2         | 25        | 25        | 8 de julio de 2019   | 9 de agosto de 2019    |
|           | 3         | 35        | 35        | 9 de marzo de 2020   | 24 de abril de 2020    |

### Audiencia
| Temporada | Episodios | Primera emisión      | Primera emisión      | Última emisión         | Última emisión       | Promedio de espectadores (millones) |
| Temporada | Episodios | Fecha                | Audiencia (millones) | Fecha                  | Audiencia (millones) | Promedio de espectadores (millones) |
| --------- | --------- | -------------------- | -------------------- | ---------------------- | -------------------- | ----------------------------------- |
| 1         | 21        | 8 de octubre de 2018 | 3.7                  | 4 de noviembre de 2018 | 3.4                  | 3.11                                |
| 2         | 25        | 8 de julio de 2019   | 3.0                  | 9 de agosto de 2019    | 3.3                  | 2.91                                |
| 3         | 35        | 9 de marzo de 2020   | 3.2                  | 24 de abril de 2020    | 3.6                  | 3.16                                |

## Premios y nominaciones

### Premios TVyNovelas
| Año  | Categoría                       | Nominados     | Resultados |
| ---- | ------------------------------- | ------------- | ---------- |
| 2019 | Mejor programa unitario         | Rubén Galindo | Nominado   |
| 2020 | Mejor serie dramática           | Rubén Galindo | Nominado   |
| 2020 | Mejor actriz de serie dramática | Ligia Uriarte | Nominada   |
| 2020 | Mejor actor de serie dramática  | Álex Perea    | Ganador    |
| 2020 | Los favoritos del público 2020  |               |            |
| 2020 | El más guapo                    | Álex Perea    | Nominado   |
| 2020 | La más guapa                    | Ligia Uriarte | Nominada   |
| 2020 | El mejor final                  | Rubén Galindo | Nominado   |
| 2020 | Mejor reparto                   | Rubén Galindo | Nominado   |